# بيتر سيم
بيتر سيم (بالإنجليزية: Peter Sim)‏ هو سياسي أسترالي، ولد في 21 يونيو 1917 في أستراليا، وتوفي في 29 يوليو 2015. حزبياً، نشط في الحزب الليبرالي الأسترالي. وقد انتخب عضو مجلس الشيوخ الأسترالي ‏ عن دائرة أستراليا الغربية (26 نوفمبر 1964 – 30 يونيو 1981).